# W. A. B. Coolidge

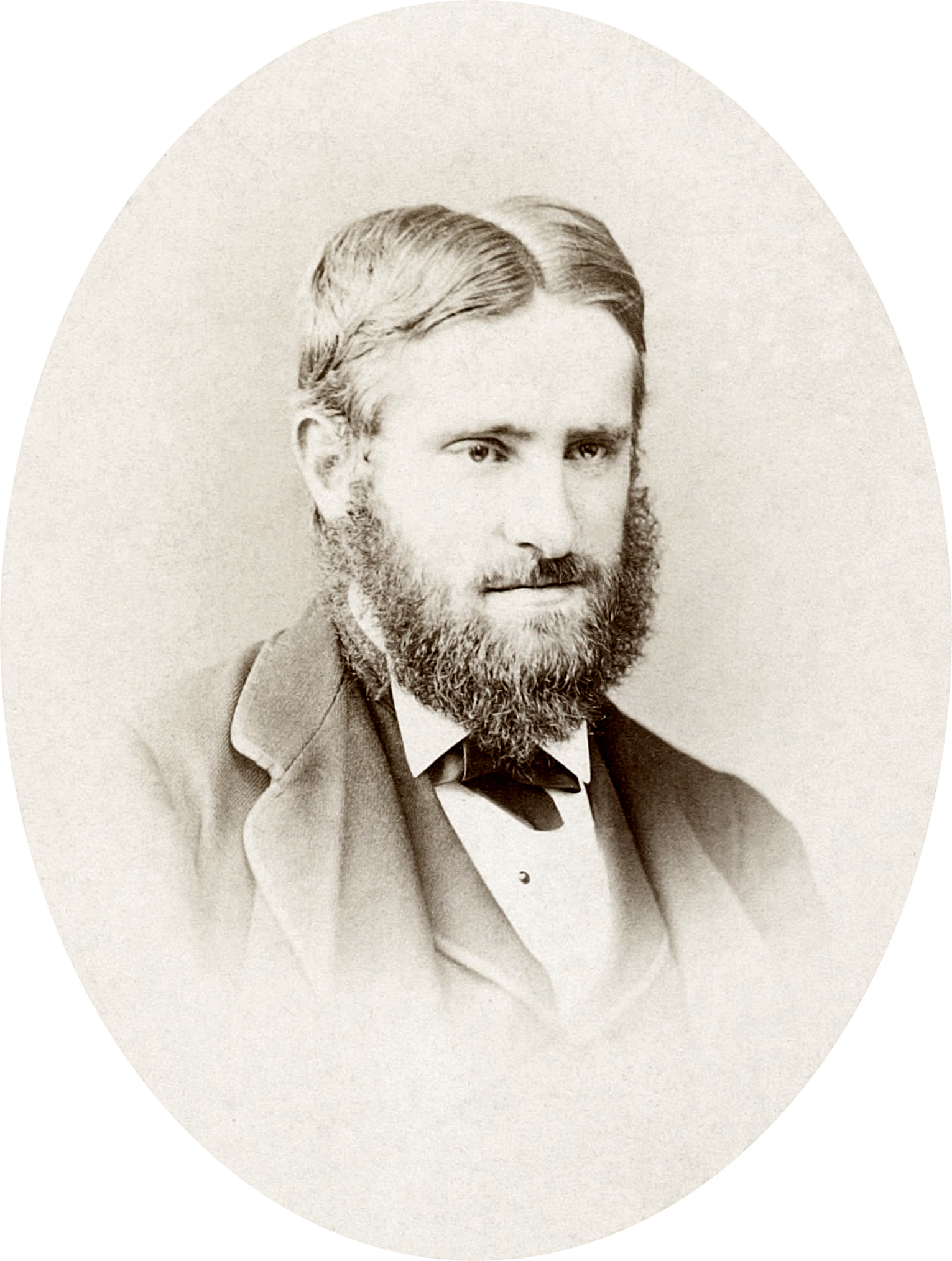
William Augustus Brevoort Coolidge

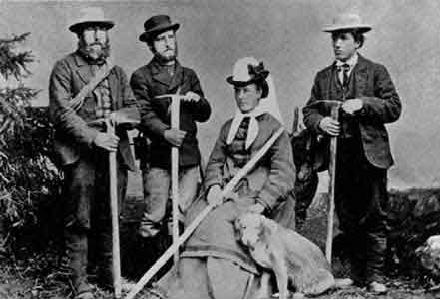
Christian und Ulrich Almer, M. Brevoort, deren Neffe W. A. B. Coolidge und die Hündin Tschingel

William Augustus Brevoort Coolidge (* 28. August 1850 in New York; † 8. Mai 1926 in Grindelwald, Schweiz) war britischer Staatsbürger, anglikanischer Theologe, Historiker und leidenschaftlicher Bergsteiger.

## Biografie
Er führte in den letzten vier Jahrzehnten des 19. Jahrhunderts in den schweizerischen, französischen und italienischen Westalpen zahlreiche Bergfahrten durch, bei denen er sich oft der Führung Christian Almers anvertraute. So führte er zusammen mit seiner Tante Margaret Claudia (»Meta«) Brevoort, dank der er als Jugendlicher zum Bergsteigen gekommen war, sowie mit Christian und dessen Sohn Ulrich Almer im Januar 1874 die erste Winterbesteigung der Jungfrau im Berner Oberland durch. Coolidges Hund Tschingel nahm ebenfalls an dieser Winterbegehung teil. Christian Almer hatte dem jungen Coolidge die Hündin nach einem Misserfolg am Eiger als Trost geschenkt. Der Mischling aus dem Lötschental unternahm in der Folge mit seinem Herrchen und dessen Tante in seinem Hundeleben Hunderte von Wanderungen, 30 große Touren, darunter elf Erstbesteigungen und war damals als einziges weibliches Wesen Ehrenmitglied im Alpine Club. Da Coolidge in den Bergen oft mit Hund und Tante unterwegs war, wurde er in seinen jungen Jahren bekannt als „the young American who climbs with his aunt and his dog“. 
1885 ließ sich W. A. B. Coolidge in Grindelwald nieder und widmete sich einer reichhaltigen publizistischen Tätigkeit, die ihm viele Ehrungen einbrachte. 1908 erhielt er einen Ehrendoktortitel der Universität Bern. Coolidge war Redakteur des Alpine Journal. 
Nach W. A. B. Coolidge sind der 3774 m hohe Pic Coolidge und das Couloir Coolidge (die Südwest-Eisrinne) am 3946 m hohen Mont Pelvoux in den Dauphiné-Alpen benannt.